# 梶村太一郎
梶村 太一郎（かじむら たいちろう、1946年 - ）は、岡山県生まれのジャーナリスト、ドイツ・ベルリン在住。ドイツ外国人記者協会会員。日独（独日）平和フォーラム、ベルリン元共同代表。撫順の奇蹟を受け継ぐ会顧問。週刊金曜日等に寄稿を行ってる。

## 来歴・人物
岡山県津山市に生まれる。慶応義塾大学法学部政治学科卒。1974年から渡独し、旧西ベルリンに在住。1986年、小田実を代表に「日独平和フォーラム」を立ち上げ、日本と東西ドイツの市民運動交流をすすめている。2001年には、ドイツの良心的兵役拒否者の日本での兵役代替役務を実現させるなど、市民交流に力を注いでいる。

## 主な著書
- 『ジャーナリズムと歴史認識 ホロコーストをどう伝えるか』（凱風社、1999年）
- 『「慰安婦」強制連行 私は“日本鬼子"の子』共著（週刊金曜日、2008年）